# Fitzrovia
Fitzrovia is een wijk in het Londense bestuurlijke gebied Camden, in de regio Groot-Londen.

## Galerij

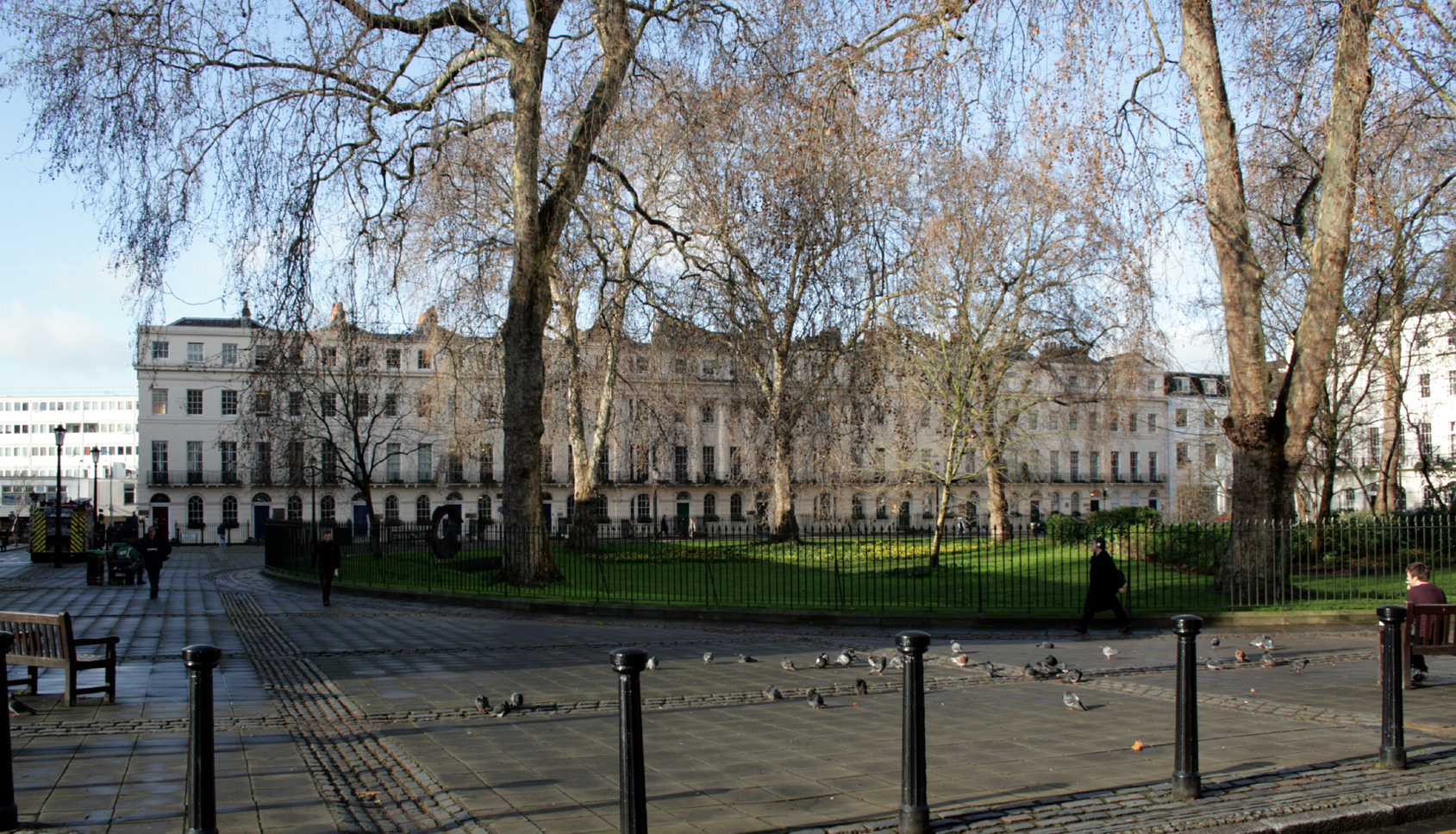
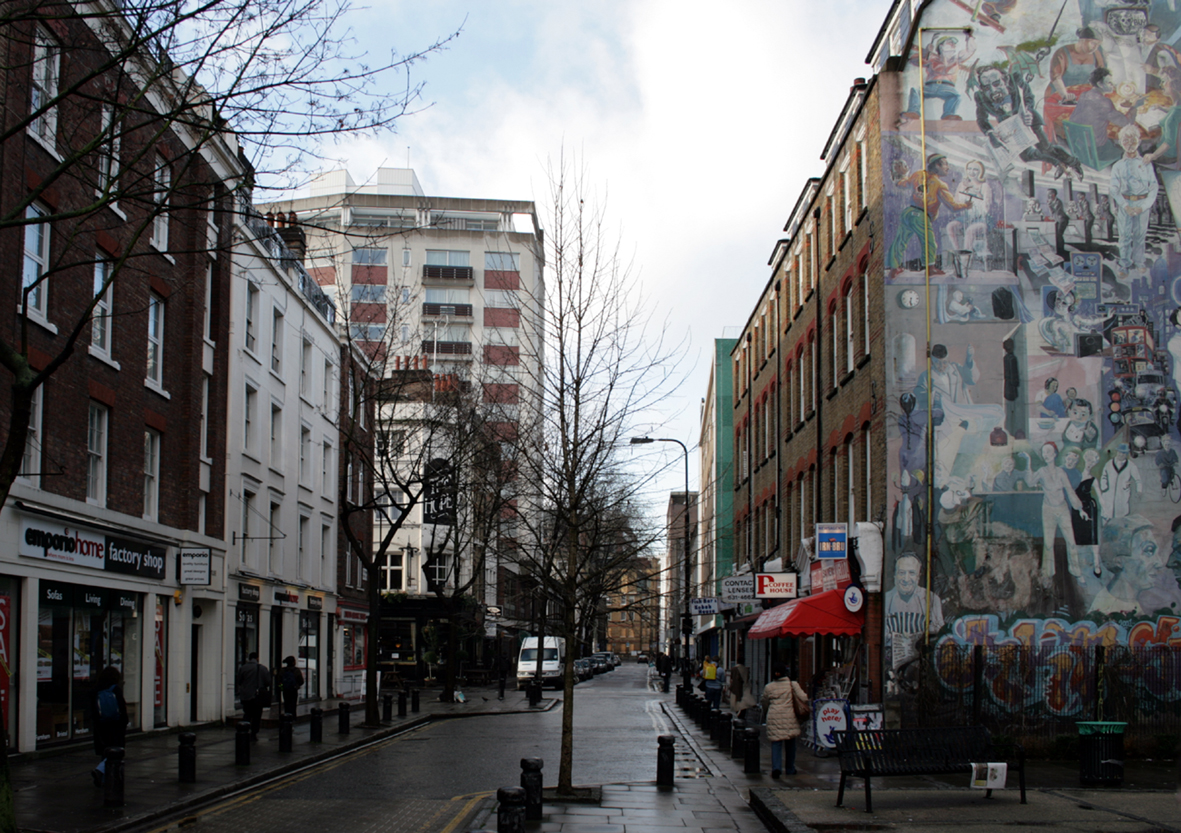
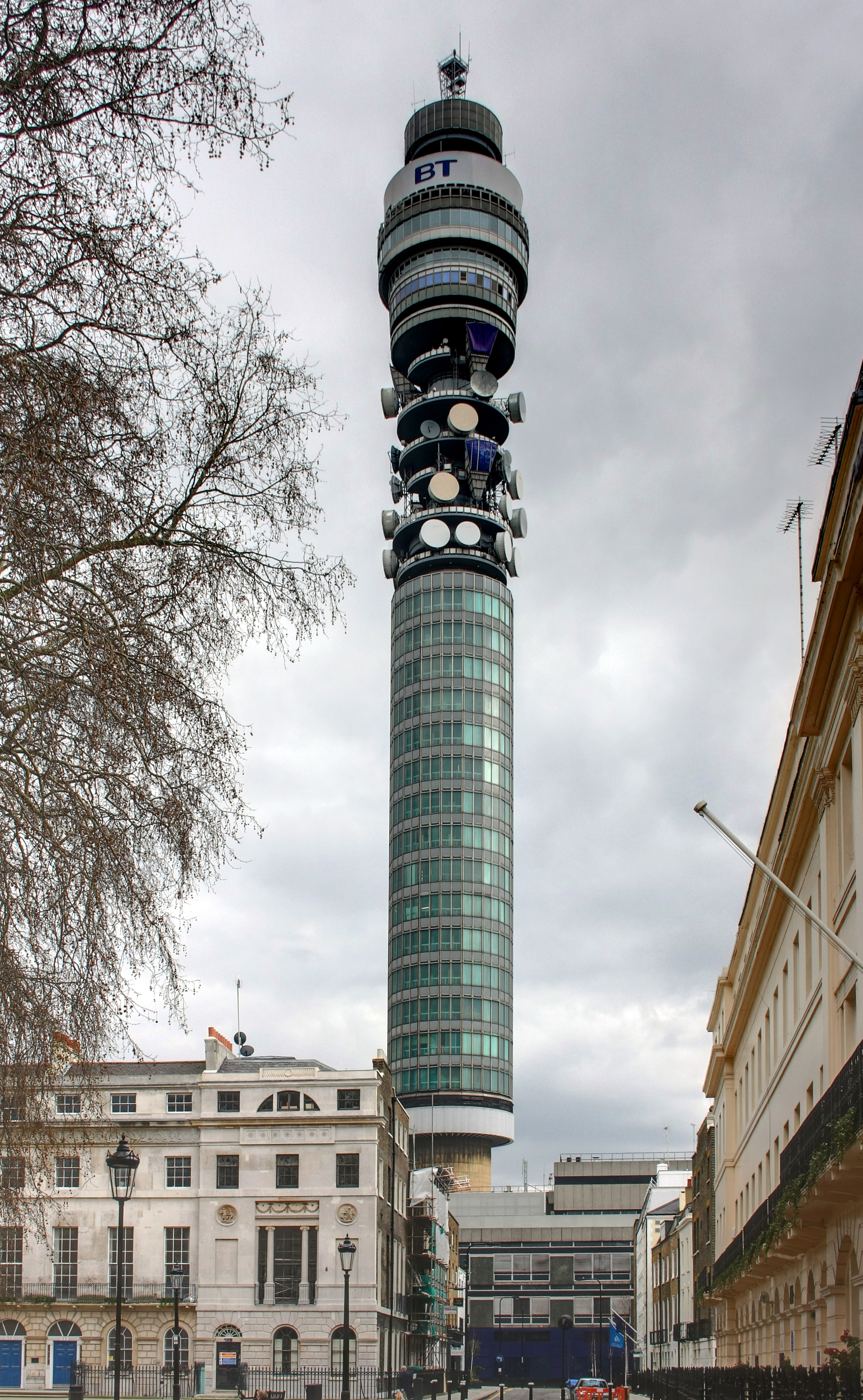
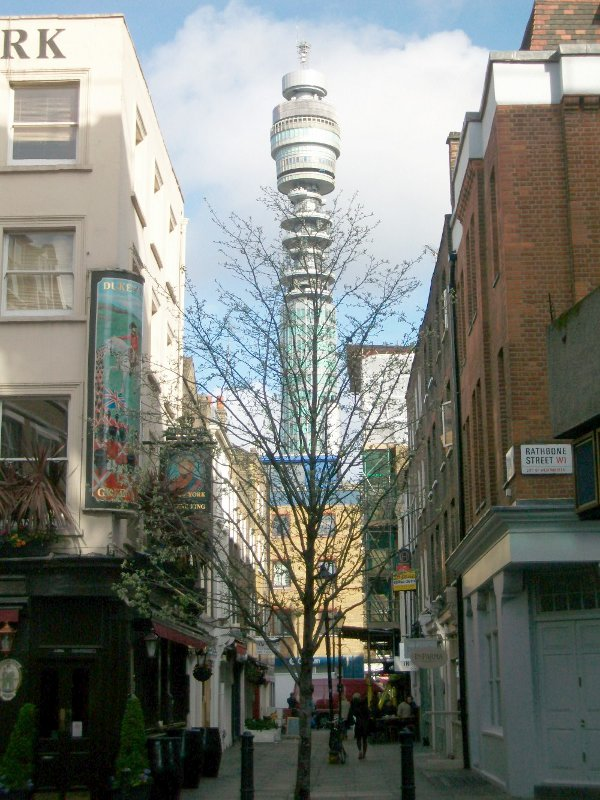
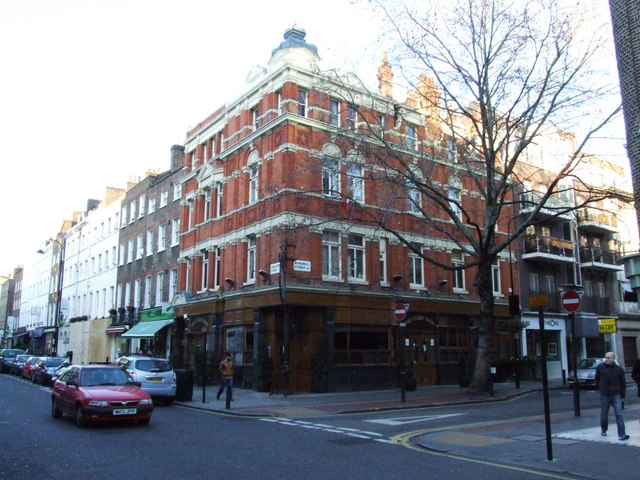